# David Suarez (voetballer)
David Suarez (Rodez, 9 juni 1979) is een Franse voetballer die bij voorkeur als aanvaller speelt. Hij verruilde in juli 2013 Athlétic Club Arles-Avignon voor Vannes OC.
Suarez' profcarrière begon in 1999 bij AS Cannes. In januari 2003 verliet hij de club en trok hij naar Amiens. In het seizoen 2003-2004 werd hij bij deze club topscorer met 17 goals in de Ligue 2. Suarez trok de aandacht van Toulouse, waar hij tekende. Bij Toulouse brak hij niet door, Hij moest in 2005 een stap terugzetten. Suarez vertrok naar EA Guingamp. Daarna speelde hij voor CS Sedan en SC Bastia. 

## Carrière
- 1999-december 2002:  AS Cannes
- januari 2003-2004:  Amiens
- 2004-2005:  Toulouse
- 2005-2008:  EA Guingamp
- 2008-2010:  CS Sedan
- 2010-2012 :  SC Bastia
- 2012-2013 :  Athlétic Club Arles-Avignon
- 2013- :  Vannes OC